# Antilska struja
Antilska struja vrlo je promjenjiva površinska oceanska struja tople vode koja teče pokraj otočnog lanca koji razdvaja Karipsko more i Atlantski ocean u smjeru sjeveroistoka. Nastaje kad Sjeverna ekvatorska struja na svom putu prema zapadu stigne do Antila. Tu prestaje biti Sjevernoekvatorska struja, pod utjecajem Coriolisovog učinka skreće prema sjeveru, i postaje Antilska struja. Ova struja završava ciklus ili konvekciju u smjeru kazaljke na satu (Sjeverni atlantski vrtlog) koji se nalazi u Atlantskom oceanu. Teče sjeverno od Portorika, Hispaniole i Kube, ali južno do Bahama, olakšavajući pomorsku komunikaciju preko Atlantika do sjevernih obala ovih otoka i povezujući se s Golfskom strujom u Floridskom prolazu. Zbog sporog protoka i voda bogatih hranjivim tvarima, ribari s Karipskih otoka ovdje love ribu. Kreće se gotovo paralelno Karipskom strujom, koja je također bogata hranjivim tvarima i koja teče južno od Portorika i Kube te uz Kolumbiju i Venezuelu. Zajedno s Floridskom strujom sjeverno od Bahama priključuje se i "hrani" Golfsku struju.